# Bi Luo Chun
Bi Luo Chun (chinês: 碧螺春, pinyin: Bì luó chūn), literalmente Caracol Verde da Primavera, é um chá verde listado entre os chás famosos da China. Oriundo da província de Jiangsu, ele foi originalmente cultivada na região montanhosa de Dongting, perto do Lago Taihu, em Sucheu.
No meio da plantação, se encontram frutíferas, como pessegueiros e damasqueiros, contribuindo com seu sabor único.
A infusão deve ser feita de 80°C, para poder aproveitar totalmente o sabor.